# Гимназија „Светозар Марковић” Ниш
Гимназија Светозар Марковић, локално позната и као Гробарска гимназија, гимназија је у Нишу. Основана је 1. септембра 1954. године. Своју образовно-васпитну делатност је најпре обављала у објекту у коме се налазила и гимназија „Стеван Сремац“. Одлуком органа тадашње општине Ниш, 1966. године се преселила у просторије дома ученика средњих школа у Нишу, познатог и као „Дом ЖИШ-а“, који се налази у Улици Бранка Радичевића број 2, и данас ради у овом простору.
Ова гимназија има одељења друштвено-језичког и природно-математичког смера, као и специјална одељења за ученике са посебним способностима за физику и математику. Једина је гимназија у Нишу која у понуди има енглеско и француско билингвално одељење kao i IB program internacionalne mature.
Сама згрaда гимназије има четири спрата, четири кабинета за информатику, једну салу за физичко васпитање, свечану салу, кабинете за хемију, физику и биологију, ботаничку башту и клуб ученика.
Гимназија ради у две смене, прва почиње у 07:30, а друга у 14:35. Првог септембра у првој смени су први и трећи разред, док су парни разреди у другој смени. Разреди ротирају смене сваке недеље. Свако одељење има своју учионицу.
Гимназија тренутно има по девет одељења у сваком разреду.
У гимназији се уче француски, енглески, руски и италијански језик.
Гимназија је добитник многих награда и признања. Постижу се резултати у разним такмичарским областима: математика, физика, информатика, хемија, географија, историја, језици и др. Надимак Гробарска је настао због тога што се школа налази недалеко од Старог нишког гробља.

## Билингвална одељења
Од 1. септембра 2008. године, у склопу ове гимназије формирано је француско билингвално одељење.
Основни циљ билингвалне наставе је усавршавање већ постојећег напредног знања енглеског и француског језика.
Упис у одељење у коме се настава паралелно води на српском и француском, односно енглеском језику, резултат је посебног пријемног испита организованог од стране саме гимназије. Ови се пријемни испити састоје из четири дела: разумевање слушаног, разумевање прочитаног, писање састава и усмени део. Рачуна се да је испит положио сваки ученик који је освојио најмање 14 од 20 поена, а ранг листа за упис се прави на основу збира бодова пријемног испита језика и завршног испита у основним школама. Сваке школске године се уписује по једно одељење које има по 15 ученика за француски и енглески језик, који предмете који се раде искључиво на српском слушају заједно, док се за предмете које слушају и на страном језику раздвајају. Неопходан ниво знања француског, односно енглеског језика заснива се на међународним критеријумима „DELF A2“. По републичком плану и програму школски предмети на којима не настава одвија на страном језику су: математика, информатика, хемија, географија и историја.
Сама одељења припадају природно-математичком смеру. Обавезан ниво знања страног језика професора је „DELF B2“, по међународном критеријуму. Одељење у коме се део наставе одвија на енглеском језику званично је уведено 1. септембра 2011. године. У школи тренутно постоје четири билингвална одељења на енглеском, односно француском језику, свако у по једном разреду.

## У билингвалном одељењу
На часовима који се држе и на француском језику ученици уче кључне појмове, објашњења и резимее на француском језику. Знање градива на француском језику улази и у оцењивање ученика. Професори обезбеђују ученицима додатни материјал у виду резимеа, спискова кључних речи и сл. Ученици морају прво да знају градиво на српском језику. Часови који се држе на француском језику су: географија (2 часа недељно), историја (2 часа недељно) - до треће године, а током све четири године изучавају се хемија, математика, биологија, информатика и рачунарство.
Ученици француског билингвалног одељења, поред два редовна часа француског језика, имају и додатни час са лектором из Француског института.
Ученицима су на располагању и књиге на француском језику у библиотеци, као и речници и граматике.

## Остала одељења
Гимназија две године уписује два одељења друштвено-језичког односно четири одељења природно-математичког смера, док сваке треће године уписује по три одељења оба смера. Поред ових, постоје и одељења за ученике са специјалном способношћу за математику и физику, где се сваки од ових предмета детаљније обрађује кроз различите гране.
IB Програм интернационалне матуре у Гимназији „Светозар Марковић” намењен је ученицима трећег и четвртог разреда гимназије који су посебно заинтересовани за учење по јединственом међународном програму који је признат и цењен на већини престижних светских универзитета.

## Познати ученици
- Радослав Бубањ, бивши универзитетски професор и ректор Универзитета у Нишу
- Братислав Вучковић, председник Градске општине Палилула, Ниш
- Дарко Јањевић, новинар „Дојче велеа”
- Иван Калаузовић, новинар, публициста, издавач и књижевник
- Вукман Кривокућа, бивши помоћник министра за дијаспору Републике Србије
- Срђан Савић, културни радник